# Матчи сборной СССР по хоккею с шайбой (1956—1959)

## 1956
| №33 08.01.56. | Вена. СССР — Австрия — 8:0 (4:0, 3:0, 1:0)                                           | Товарищеский матч     |
| СССР: Пучков (Мкртычан, 41); Сологубов — Трегубов (1), Уколов — Сидоренков (1), Тихонов (1); Бабич — Шувалов — Бобров (2), Пантюхов (1) — Гурышев — Хлыстов (1), Никифоров — Уваров (1) — Кузин.                |                                                                                      |                       |
| №34 10.01.56. | Лозанна. СССР — Швейцария — 6:4 (3:2, 2:1, 1:1)                                      | Товарищеский матч     |
| СССР: Мкртычан; Сологубов — Уколов, Тихонов — Сидоренков, Трегубов; Бабич — Шувалов (1) — Бобров (2), Пантюхов — Гурышев (2) — Хлыстов, Пряжников — Никифоров (1) — Локтев, Уваров.                             |                                                                                      |                       |
| №35 12.01.56. | Цюрих. СССР — Швейцария — 7:1 (4:0, 2:0, 1:1)                                        | Товарищеский матч     |
| СССР: Пучков; Сологубов — Трегубов, Уколов — Сидоренков; Бабич (1) — Шувалов — Бобров (1), Пантюхов (1) — Гурышев — Хлыстов, Крылов — Уваров (1) — Кузин (3), Пряжников, Никифоров, Локтев.                     |                                                                                      |                       |
| №36 13.01.56. | Базель. СССР — Швейцария — 7:2 (3:1, 2:0, 2:1)                                       | Товарищеский матч     |
| СССР: Мкртычан; Сологубов — Трегубов (1), Уколов — Сидоренков; Бабич — Шувалов — Бобров (4), Пантюхов — Гурышев (1) — Хлыстов, Крылов — Уваров — Кузин (1), Пряжников, Никифоров, Локтев.                       |                                                                                      |                       |
| №37 19.01.56. | Кортина д’Ампеццо. СССР — Италия — 10:2 (3:0, 3:2, 4:0)                              | Товарищеский матч     |
| СССР: Пучков; Сологубов — Трегубов (1), Уколов — Сидоренков, Кучевский; Бабич — Шувалов — Бобров (3), Пантюхов (1) — Гурышев (1) — Хлыстов, Крылов — Уваров (3) — Кузин, Никифоров (1).                         |                                                                                      |                       |
| №38 27.01.56. | Кортина д’Ампеццо. СССР — Швеция — 5:1 (1:1, 2:0, 2:0)                               | Олимпийские игры 1956 |
| СССР: Пучков; Сологубов — Трегубов, Сидоренков — Кучевский; Бабич (2) — Шувалов — Бобров (1), Крылов — Уваров — Кузин (2), Пантюхов — Гурышев — Хлыстов.                                                        |                                                                                      |                       |
| №39 29.01.56. | Кортина д’Ампеццо. СССР — Швейцария — 10:3 (4:1, 2:0, 4:2)                           | Олимпийские игры 1956 |
| СССР: Пучков (Мкртычан, 41); Уколов (1) — Трегубов (1), Сидоренков — Кучевский; Бабич — Шувалов — Бобров (4), Крылов (1) — Уваров (1) — Кузин, Пантюхов — Гурышев (2) — Хлыстов, Никифоров.                     |                                                                                      |                       |
| №40 30.01.56. | Кортина д’Ампеццо. СССР — Швеция — 4:1 (1:1, 1:0, 2:0)                               | Олимпийские игры 1956 |
| СССР: Пучков; Сологубов — Трегубов, Сидоренков — Кучевский; Бабич — Шувалов (1) — Бобров (1), Крылов — Уваров — Кузин, Пантюхов — Гурышев (2) — Хлыстов.                                                        |                                                                                      |                       |
| №41 31.01.56. | Кортина д’Ампеццо. СССР — ФРГ (ОГК) — 8:0 (0:0, 7:0, 1:0)                            | Олимпийские игры 1956 |
| СССР: Пучков; Сологубов — Трегубов (1), Уколов — Кучевский; Бабич — Шувалов (1) — Бобров (1), Крылов (1) — Уваров (2) — Кузин, Пантюхов — Гурышев (2) — Хлыстов.                                                |                                                                                      |                       |
| №42 02.02.56. | Кортина д’Ампеццо. СССР — ЧССР — 7:4 (2:1, 3:0, 2:3)                                 | Олимпийские игры 1956 |
| СССР: Пучков; Сологубов (1) — Трегубов, Уколов — Сидоренков; Бабич — Шувалов (3) — Бобров (1), Крылов — Уваров — Кузин, Пантюхов (1) — Гурышев (1) — Хлыстов.                                                   |                                                                                      |                       |
| №43 03.02.56. | Кортина д’Ампеццо. СССР — США — 4:0 (0:0, 1:0, 3:0)                                  | Олимпийские игры 1956 |
| СССР: Пучков; Сологубов — Трегубов, Уколов — Сидоренков; Бабич — Шувалов — Бобров (1), Крылов — Уваров — Кузин (1), Пантюхов (1) — Гурышев — Хлыстов(1).                                                        |                                                                                      |                       |
| №44 04.02.56. | Кортина д’Ампеццо. СССР — Канада («Китченер Ватерлоо Датчмен») — 2:0 (0:0, 1:0, 1:0) | Олимпийские игры 1956 |
| СССР: Пучков; Сологубов — Трегубов, Уколов — Сидоренков; Бабич — Шувалов — Бобров, Крылов (1) — Уваров — Кузин (1), Пантюхов — Гурышев — Хлыстов.                                                               |                                                                                      |                       |
| №45 03.12.56. | Катовице. СССР — Польша — 9:2 (4:0, 1:0, 4:2).                                       | Товарищеский матч     |
| СССР: Пучков; Сологубов — Трегубов, Уколов — Сидоренков; Бабич (1) — Шувалов — Бобров (3), Комаров (1) — Уваров (1) — Кузин, Пантюхов (1) — Гурышев (2) — Хлыстов.                                              |                                                                                      |                       |
| №46 04.12.56. | Катовице. СССР — Польша — 7:2 (1:0, 3:1, 3:1).                                       | Товарищеский матч     |
| СССР: Пучков; Сологубов — Трегубов (2), Уколов — Сидоренков; Бабич — Шувалов — Бобров (5), Комаров — Уваров — Кузин, Пантюхов — Гурышев — Хлыстов.                                                              |                                                                                      |                       |
| №47 06.12.56. | Варшава. СССР — Польша — 7:3 (2:1, 4:1, 1:1)                                         | Товарищеский матч     |
| СССР: Пучков; Сологубов — Трегубов (1), Уколов — Сидоренков; Бабич — Шувалов — Бобров (3), Комаров — Уваров — Кузин, Пантюхов (1) — Гурышев (1) — Хлыстов. Одну шайбу в свои ворота забросили хоккеисты Польши. |                                                                                      |                       |
| №48 12.12.56. | Москва. СССР — ЧССР — 1:0 (1:0, 0:0, 0:0)                                            | Товарищеский матч     |
| СССР: Пучков; Сологубов — Трегубов, Уколов — Сидоренков; Бабич — Шувалов — Бобров, Комаров — Уваров — Кузин, Пантюхов — Гурышев (1) — Хлыстов.                                                                  |                                                                                      |                       |
| №49 13.12.56. | Москва. СССР — ЧССР — 2:2 (0:0, 2:1, 0:1)                                            | Товарищеский матч     |
| СССР: Пучков; Сологубов — Трегубов, Уколов — Сидоренков; Бабич — Шувалов(1) — Бобров (1), Комаров — Уваров — Кузин, Пантюхов — Гурышев — Хлыстов.                                                               |                                                                                      |                       |
| №50 28.12.56. | Росток. СССР — ГДР — 12:0 (3:0, 4:0, 5:0)                                            | Товарищеский матч     |
| СССР: Пучков; Сологубов — Трегубов, Уколов — Сидоренков; Бабич — Шувалов (2) — Бобров (4), Комаров — Уваров (1) — Кузин, Пантюхов (2) — Гурышев (2) — Хлыстов (1).                                              |                                                                                      |                       |
| №51 29.12.56. | Росток. СССР — ГДР — 5:0 (1:0, 2:0, 2:0)                                             | Товарищеский матч     |
| СССР: Пучков; Костарев — Трегубов, Уколов — Сидоренков; Комаров (1) — Уваров — Кузин (2); Пантюхов — Гурышев (1) — Хлыстов, Локтев (1) — Александров — Черепанов.                                               |                                                                                      |                       |

## 1957
| №52 03.01.57. | Прага. СССР — ЧССР — 2:2 (1:1, 0:1, 1:0)                                               | Товарищеский матч                      |
| СССР: Пучков; Костарев — Трегубов (1), Уколов — Сидоренков; Бабич — Шувалов — Бобров, Пантюхов — Гурышев — Хлыстов, Локтев (1) — Александров — Черепанов.                                                           |                                                                                        |                                        |
| №53 13.01.57. | Москва. СССР — Польша — 15:0 (5:0, 6:0, 4:0)                                           | Товарищеский матч                      |
| СССР: Пучков; Костарев — Трегубов (2), Уколов — Сидоренков (1); Бабич (1) — Гребенников (2) — Бобров (3), Пантюхов (1) — Гурышев (1) — Хлыстов(1), Локтев — Александров (1) — Черепанов (2), Уваров.                |                                                                                        |                                        |
| №54 14.01.57. | Москва. СССР — Польша — 4:1 (2:0, 2:1, 0:0)                                            | Товарищеский матч                      |
| СССР: Пучков; Костарев — Карпов, Уколов — Сидоренков; Бабич — Гребенников — Бобров, Пантюхов (1) — Гурышев (1) — Хлыстов (1), Локтев — Александров — Черепанов (1).                                                 |                                                                                        |                                        |
| №55 08.02.57. | Тампере. СССР — Финляндия — 8:3 (2:0, 4:3, 2:0)                                        | Товарищеский матч                      |
| СССР: Пучков; Сологубов — Трегубов, Карпов — Сидоренков; Бабич — Гребенников (1) — Бобров (2), Пантюхов (1) — Гурышев — Хлыстов (1), Локтев — Александров (2), Черепанов (1)                                        |                                                                                        |                                        |
| №56 10.02.57. | Хельсинки. СССР — Финляндия — 9:0 (1:0, 7:0, 1:0)                                      | Товарищеский матч                      |
| СССР: Пучков (Еркин, 41); Сологубов (1) — Трегубов, Карпов (1) — Сидоренков, Бабич — Гребенников (1) — Бобров (1), Пантюхов — Гурышев (1) — Хлыстов, Локтев (2) — Александров (2) — Черепанов.                      |                                                                                        |                                        |
| №57 21.02.57. | Москва. СССР — ГДР — 8:0 (0:0, 3:0, 5:0)                                               | Товарищеский матч                      |
| СССР: Пучков; Сологубов (1) — Трегубов, Сидоренков — Жибуртович, Уколов (1); Бабич — Гребенников (2) — Бобров, Пантюхов (3) — Гурышев — Хлыстов (1), Локтев — Александров — Черепанов.                              |                                                                                        |                                        |
| №58 24.02.57. | Москва. СССР — Япония — 16:0 (4:0, 6:0, 6:0)                                           | Чемпионат мира по хоккею с шайбой 1957 |
| СССР: Пучков; Сологубов (1) — Трегубов, Жибуртович — Сидоренков; Бабич (1) — Гребенников (1) — Бобров (2), Пантюхов (2) — Гурышев — Хлыстов (1), Локтев (2) — Александров (4) — Черепанов (2).                      |                                                                                        |                                        |
| №59 25.02.57. | Москва. СССР — Финляндия — 11:1 (4:0, 4:0, 3:1)                                        | Чемпионат мира по хоккею с шайбой 1957 |
| СССР: Пучков; Сологубов — Трегубов, Жибуртович — Сидоренков; Бабич — Уваров — Бобров (4), Пантюхов — Гурышев (3) — Хлыстов, Локтев (2) — Александров (1) — Черепанов (1).                                           |                                                                                        |                                        |
| №60 27.02.57. | Москва. СССР — Австрия — 22:1 (9:0, 10:0, 3:1)                                         | Чемпионат мира по хоккею с шайбой 1957 |
| СССР: Еркин; Сологубов (2) — Трегубов (3), Костарев — Сидоренков; Бабич — Гребенников — Бобров (6), Пантюхов (4) — Гурышев (1) — Хлыстов (1), Локтев (4) — Александров — Черепанов (1).                             |                                                                                        |                                        |
| №61 28.02.57. | Москва. СССР — Польша — 10:1 (1:0, 4:1, 5:0)                                           | Чемпионат мира по хоккею с шайбой 1957 |
| СССР: Пучков; Сологубов (3) — Трегубов, Жибуртович — Сидоренков (2); Бабич — Уваров — Бобров (1), Пантюхов (1) — Гурышев (1) — Хлыстов, Локтев (1) — Александров — Черепанов (1).                                   |                                                                                        |                                        |
| №62 02.03.57. | Москва. СССР — ЧССР — 2:2 (0:0, 1:1, 1:1)                                              | Чемпионат мира по хоккею с шайбой 1957 |
| СССР: Пучков; Сологубов (1) — Трегубов, Жибуртович — Сидоренков, Бабич — Уваров — Бобров, Пантюхов — Гурышев (1) — Хлыстов, Локтев — Александров — Черепанов.                                                       |                                                                                        |                                        |
| №63 04.03.57. | Москва. СССР — ГДР — 12:0 (1:0, 5:0, 6:0)                                              | Чемпионат мира по хоккею с шайбой 1957 |
| СССР: Еркин; Сологубов (1) — Трегубов, Жибуртович — Сидоренков; Бабич — Гребенников (3) — Костарев (1), Уваров — Гурышев (2) — Хлыстов, Локтев (2) — Александров (2) — Черепанов (1).                               |                                                                                        |                                        |
| №64 05.03.57. | Москва. СССР — Швеция — 4:4 (0:2, 4:0, 0:2)                                            | Чемпионат мира по хоккею с шайбой 1957 |
| СССР: Пучков; Сологубов (1) — Трегубов (1), Жибуртович — Сидоренков; Уваров — Гребенников — Костарев, Пантюхов — Гурышев — Хлыстов (1), Локтев — Александров (1) — Черепанов.                                       |                                                                                        |                                        |
| 13.11.57. | Москва. СССР — Швеция — 4:3 (1:0, 2:3, 1:0)                                            | Товарищеский матч                      |
| СССР: Мкртычян; Сологубов (1) — Трегубов, Уколов — Сидоренков, Баулин; Пантюхов — Гурышев — Хлыстов (1), Локтев — Александров (1) — Черепанов, Елизаров — Копылов — Новожилов (1).                                  |                                                                                        |                                        |
| 15.11.57. | Москва. СССР — Швеция — 4:0 (3:0, 0:0, 1:0)                                            | Товарищеский матч                      |
| СССР: Мкртычян; Сологубов — Трегубов (1), Уколов — Сидоренков, Солодов; Локтев — Александров (1) — Черепанов, Елизаров — Копылов (1) — Ольков, Вал. Быстров — Снетков — Петухов (1), Новожилов.                     |                                                                                        |                                        |
| 22.11.57. | Торонто. СССР (сборная клубов Москвы) — Канада («Уитби Данлопс») — 2:7 (2:5, 0:0, 0:2) | Товарищеский матч                      |
| СССР: Пучков (Еркин, 21); Сологубов — Трегубов, Сидоренков — Уколов; Хлыстов — Гурышев — Пантюхов (1), Локтев — Александров (1) — Черепанов, Елизаров — Копылов — Быстров, Ольков. Тренеры: А. Тарасов и В. Егоров. |                                                                                        |                                        |
| №65 10.12.57. | Стокгольм. СССР — Швеция — 7:3 (2:1, 4:2, 1:0).                                        | Товарищеский матч                      |
| СССР: Еркин; Сологубов Трегубов, Уколов — Сидоренков; Пантюхов (1) — Гурышев (1) — Быстров (1), Локтев (1) — Александров — Черепанов (2), Елизаров (1) — Копылов — Ольков.                                          |                                                                                        |                                        |
| №66 12.12.57. | Стокгольм. СССР — Швеция — 2:1 (0:0, 2:0, 0:1)                                         | Товарищеский матч                      |
| СССР: Еркин; Сологубов — Трегубов, Уколов — Сидоренков (1); Пантюхов — Гурышев — Хлыстов (1), Локтев — Александров — Черепанов, Быстров — Копылов — Елизаров.                                                       |                                                                                        |                                        |
| №67 18.12.57. | Москва. СССР — ФРГ — 9:0 (3:0, 5:0, 1:0)                                               | Товарищеский матч                      |
| СССР: Еркин; Сологубов — Трегубов, Уколов (1) — Сидоренков (1); Пантюхов — Гурышев — Хлыстов, Локтев (3) — Александров (2) — Черепанов (1), Быстров — Копылов — Елизаров (1).                                       |                                                                                        |                                        |

## 1958
| №68 18.01.58. | Москва. СССР — Польша — 11:1 (2:0, 5:1, 4:0)                | Товарищеский матч                      |
| СССР: Еркин; Баулин — Трегубов, Уколов — Сидоренков; Пантюхов (1) — Гурышев (1) — Хлыстов, Локтев (2) — Александров (1) — Черепанов (3), Крылов (1) — Копылов (2) — Елизаров.                                          |                                                             |                                        |
| №69 20.01.58. | Москва. СССР — Польша — 6:1 (1:1, 3:0, 2:0)                 | Товарищеский матч                      |
| СССР: Мкртычан; Сологубов — Трегубов, Уколов — Кучевский, Баулин, Сидоренков; Пантюхов (2) — Гурышев — Хлыстов, Быстров — Александров — Ольков, Крылов (1) — Копылов (1) — Елизаров (2).                               |                                                             |                                        |
| №70 26.01.58. | Брно. СССР — ЧССР — 6:3 (3:2, 2:0, 1:1)                     | Международный турнир                   |
| СССР: Еркин (Мкртычан, 41); Сологубов — Трегубов, Уколов — Сидоренков (2); Пантюхов — Гурышев (1) — Хлыстов (1), Локтев — Александров (1) — Черепанов, Крылов (1) — Копылов — Елизаров.                                |                                                             |                                        |
| 28.01.58. | Острава. СССР — БНЛ («Уэмбли Лайонз») — 7:2 (2:1, 3:1, 2:0) | Международный турнир                   |
| СССР: Мкртычан (Ёркин, 41); Сологубов — Трегубов, Уколов — Баулин, Сидоренков; Локтев — Александров (1) — Черепанов, Крылов (1) — Елизаров — Копылов (1), Пантюхов — Гурышев (2) — Хлыстов (2).                        |                                                             |                                        |
| №71 01.02.58. | Гармиш-Партенкирхен. СССР — ФРГ — 5:2 (2:1, 3:1, 0:0)       | Товарищеский матч                      |
| СССР: Еркин; Сологубов — Трегубов, Уколов — Сидоренков (1); Пантюхов — Гурышев — Хлыстов, Локтев — Александров — Черепанов (2), Крылов — Копылов(2) — Елизаров.                                                        |                                                             |                                        |
| №72 02.02.58. | Мюнхен. СССР — ФРГ — 8:4 (3:1, 1:1, 4:2)                    | Товарищеский матч                      |
| СССР: Еркин; Сологубов (1) — Трегубов, Уколов — Сидоренков; Пантюхов — Гурышев — Хлыстов, Локтев — Александров (3) — Черепанов, Крылов (2) — Копылов — Елизаров (1). Одну шайбу в свои ворота забросили хоккеисты ФРГ. |                                                             |                                        |
| №73 23.02.58. | Осло. СССР — Норвегия — 11:3 (5:1, 3:0, 3:2)                | Товарищеский матч                      |
| СССР: Еркин; Сологубов — Трегубов (1), Уколов — Кучевский (1), Сидоренков; Пантюхов (1) — Гурышев (5) — Хлыстов, Локтев (1) — Александров (2) — Черепанов, Крылов — Копылов Елизаров.                                  |                                                             |                                        |
| №74 01.03.58. | Осло. СССР — Норвегия — 10:2 (1:0, 5:1, 4:1)                | Чемпионат мира по хоккею с шайбой 1958 |
| СССР: Еркин; Сологубов — Трегубов (1), Уколов (1) — Сидоренков; Пантюхов (1) — Гурышев (2) — Хлыстов, Локтев (1) — Александров (1) — Черепанов (2), Крылов — Копылов (1) — Елизаров.                                   |                                                             |                                        |
| №75 02.03.58. | Осло. СССР — Финляндия — 10:0 (5:0, 1:0, 4:0)               | Чемпионат мира по хоккею с шайбой 1958 |
| СССР: Пучков; Сологубов — Трегубов, Уколов — Кучевский; Пантюхов — Гурышев (1) — Хлыстов, Локтев (1) — Александров (4) — Черепанов, Крылов (1) — Копылов (2) — Елизаров (1).                                           |                                                             |                                        |
| №76 04.03.58. | Осло. СССР — ЧССР — 4:4 (3:1, 0:2, 1:1)                     | Чемпионат мира по хоккею с шайбой 1958 |
| СССР: Еркин; Сологубов — Трегубов, Уколов — Сидоренков; Пантюхов — Гурышев — Хлыстов, Локтев — Александров — Черепанов, Крылов (1) — Копылов (1) — Елизаров (2).                                                       |                                                             |                                        |
| №77 06.03.58. | Осло. СССР — Польша — 10:1 (3:0, 5:1, 2:0)                  | Чемпионат мира по хоккею с шайбой 1958 |
| СССР: Пучков; Кучевский — Трегубов (1), Уколов (1) — Сидоренков; Пантюхов — Быстров — Хлыстов, Локтев (2) — Александров (2) — Черепанов, Крылов (1) — Копылов (1) — Елизаров (2).                                      |                                                             |                                        |
| №78 07.03.58. | Осло. СССР — США — 4:1 (1:0, 2:0, 1:1)                      | Чемпионат мира по хоккею с шайбой 1958 |
| СССР: Пучков; Сологубов — Трегубов, Уколов — Сидоренков(1); Пантюхов — Гурышев — Хлыстов, Локтев (2) — Александров — Черепанов, Крылов — Копылов (1) — Елизаров.                                                       |                                                             |                                        |
| №79 08.03.58. | Осло. СССР — Швеция — 4:3 (1:0, 2:2, 1:1)                   | Чемпионат мира по хоккею с шайбой 1958 |
| СССР: Еркин (Пучков, 47); Сологубов — Трегубов, Уколов — Сидоренков; Пантюхов (1) — Гурышев — Хлыстов, Локтев — Александров (1) — Черепанов (1), Крылов — Копылов — Елизаров (1).                                      |                                                             |                                        |
| №80 09.03.58. | Осло. СССР — Канада («Уитби Данлопс») — 2:4 (1:0, 0:1, 1:3) | Чемпионат мира по хоккею с шайбой 1958 |
| СССР: Пучков; Сологубов — Трегубов, Уколов — Сидоренков; Пантюхов — Гурышев — Хлыстов, Локтев (1) — Александров (1) — Черепанов, Крылов — Копылов — Елизаров.                                                          |                                                             |                                        |
| 17.12.58. | Москва. СССР — США — 5:3 (2:0, 2:1, 1:2)                    | Товарищеский матч                      |
| СССР: Пучков; Сологубов — Трегубов (2), Уколов — Сидоренков, Кучевский — Прилепский; Пантюхов — Гурышев — Хлыстов, Локтев — Александров — Черепанов, Крылов (1) — Копылов (2) — Елизаров, Брунов, Баулин.              |                                                             |                                        |

## 1959
| №81 01.01.59. | Нью-Йорк. СССР — США — 5:5 (4:2, 0:3, 1:0)                          | Товарищеский матч                      |
| СССР: Пучков; Сологубов (1) — Трегубов, Уколов — Сидоренков, Иванов; Локтев — Александров (1) — Пантюхов, В. Якушев (1) — Грошев (1) — Снетков (1), Крылов — Баулин — Деконский, Пряжников.                |                                                                     |                                        |
| №82 03.01.59. | Миннеаполис — Сент-Пол. СССР — США — 8:3 (3:1, 4:1, 1:1)            | Товарищеский матч                      |
| СССР: Пучков; Сологубов (1) — Трегубов (1), Уколов (2) — Сидоренков, Иванов; Локтев — Александров (2) — Пантюхов, В. Якушев — Грошев — Снетков, Деконский (1) — Гурышев — Пряжников, Крылов (1).           |                                                                     |                                        |
| №83 04.01.59. | Хиббинг. СССР — США — 7:1 (1:0, 1:1, 5:0)                           | Товарищеский матч                      |
| СССР: Пучков; Сологубов (3) — Трегубов, Уколов — Сидоренков, Иванов; Локтев (1) — Александров (1) — Пантюхов, Крылов — Баулин — Снетков (1), Деконский (1) — Гурышев — Пряжников.                          |                                                                     |                                        |
| №84 18.01.59. | Стокгольм. СССР — Швеция — 3:1 (2:0, 1:1, 0:0)                      | Товарищеский матч                      |
| СССР: Пучков; Сологубов — Трегубов, Уколов — Сидоренков; Локтев — Александров — Пантюхов, В. Якушев (1) — Грошев — Снетков (1), Деконский (1) — Гурышев — Пряжников                                        |                                                                     |                                        |
| №85 20.01.59. | Стокгольм. СССР — Швеция — 5:4 (0:2, 4:1, 1:1)                      | Товарищеский матч                      |
| СССР: Пучков; Сологубов — Трегубов, Уколов — Сидоренков, Баулин; Локтев (2) — Александров — Пантюхов, В. Якушев — Грошев — Снетков (1), Деконский — Гурышев — Пряжников (2), Крылов.                       |                                                                     |                                        |
| 11.02.59. | Москва. СССР — ЧССР — 1:2 (0:1, 0:0, 1:1)                           | Товарищеский матч                      |
| СССР: Ёркин; Сологубов — Трегубов (1), Уколов — Сидоренков, Баулин; Локтев — Альметов — Александров, Деконский — Гурышев — Пряжников, В.Якушев — Грошев — Снетков, Пантюхов.                               |                                                                     |                                        |
| №86 12.02.59. | Москва. СССР — Финляндия — 8:1 (3:0, 3:0, 2:1)                      | Товарищеский матч                      |
| СССР: Еркин; Сологубов — Трегубов, Уколов — Баулин; Локтев (1) — Александров (2) — Пантюхов, В. Якушев — Грошев (1) — Снетков, Деконский (3) — Копылов — Пряжников, Альметов (1).                          |                                                                     |                                        |
| №87 05.03.59. | Брно. СССР — ГДР — 6:1 (2:0, 2:1, 2:0)                              | Чемпионат мира по хоккею с шайбой 1959 |
| СССР: Пучков; Сологубов (1) — Трегубов, Уколов — Сидоренков; Локтев (1) — Александров — Пантюхов, Крылов — Грошев (2) — В. Якушев (1), Пряжников — Баулин — Деконский (1).                                 |                                                                     |                                        |
| №88 06.03.59. | Брно. СССР — Норвегия — 13:1 (7:1, 3:0, 3:0)                        | Чемпионат мира по хоккею с шайбой 1959 |
| СССР: Еркин; Сологубов — Трегубов, Уколов — Сидоренков; Локтев (2) — Александров — Пантюхов, Крылов (1) — Грошев (2) — В. Якушев (3), Пряжников (1) — Баулин (1) — Деконский (3).                          |                                                                     |                                        |
| №89 07.03.59. | Брно. СССР — США — 5:3 (1:1, 1:1, 3:1)                              | Чемпионат мира по хоккею с шайбой 1959 |
| СССР: Пучков; Сологубов — Трегубов, Баулин — Сидоренков; Локтев — Александров — Пантюхов (2), Крылов — Грошев — В. Якушев, Пряжников (1) — Гурышев (2) — Деконский.                                        |                                                                     |                                        |
| №90 09.03.59. | Прага. СССР — США — 5:1 (1:0, 1:0, 3:1)                             | Чемпионат мира по хоккею с шайбой 1959 |
| СССР: Пучков; Сологубов — Трегубов, Уколов — Сидоренков; Локтев — Александров — Пантюхов, Крылов — Грошев (2) — В. Якушев, Пряжников (2) — Гурышев — Деконский (1).                                        |                                                                     |                                        |
| №91 11.03.59. | Прага. СССР — Канада («Бельвиль Макфарландс») — 1:3 (0:2, 0:0, 1:1) | Чемпионат мира по хоккею с шайбой 1959 |
| СССР: Пучков; Сологубов — Трегубов, Уколов — Сидоренков; Локтев — Александров — Пантюхов, Крылов — Грошев — В. Якушев (1), Пряжников — Гурышев — Деконский.                                                |                                                                     |                                        |
| 12.03.59. | Прага. СССР — ЧССР — 4:3 (2:1, 0:2, 2:0)                            | Чемпионат мира по хоккею с шайбой 1959 |
| СССР: Пучков; Сологубов — Трегубов, Уколов — Сидоренков; Локтев — Александров (1) — Пантюхов, Крылов (1) — Гурышев (1) — Деконский, Пряжников — Грошев — В. Якушев (1).                                    |                                                                     |                                        |
| 14.03.59. | Прага. СССР — Финляндия — 6:1 (4:0, 0:1, 2:0)                       | Чемпионат мира по хоккею с шайбой 1959 |
| СССР: Еркин; Сологубов — Трегубов (1), Баулин (1); Локтев — Александров (1) — Пантюхов, Деконский — Гурышев (2) — Снетков (1), Крылов — Грошев — В. Якушев.                                                |                                                                     |                                        |
| 15.03.59 | Прага. СССР — Швеция — 4:2 (0:2, 2:0, 2:0)                          | Чемпионат мира по хоккею с шайбой 1959 |
| СССР: Пучков; Сологубов — Трегубов, Баулин (1) — Сидоренков; Локтев — Александров (2) — Пантюхов, Пряжников (1) — Гурышев — Снетков, Крылов — Грошев — В. Якушев.                                          |                                                                     |                                        |
| 24.11.59 | Москва. СССР — Швеция — 1:3 (1:0, 0:3, 0:0)                         | Товарищеский матч                      |
| СССР: Пучков; Сологубов — Трегубов, Кучевский — Сидоренков; Локтев — Альметов — Деконский, Снетков — В. Якушев — Хлыстов, Бычков — Гребенников (1) — Цицинов, Петухов.                                     |                                                                     |                                        |
| 26.11.59 | Москва. СССР — Швеция — 8:2 (4:0, 3:0, 1:2)                         | Товарищеский матч                      |
| СССР: Пучков (Еркин, 41); Сологубов — Трегубов (1), Кучевский — Сидоренков, Карпов (1); Локтев (1) — Альметов (1) — Александров (1), Бычков — Гребенников (2) — Цицинов (1), Петухов — Грошев — В. Якушев. |                                                                     |                                        |

| Матчи сборной СССР за предыдущие годы (1953—1955) | Матчи сборной СССР по хоккею в 1956—1959 гг. | Матчи сборной СССР за последующие годы (1960—1964) |